# Manoir de Kerhars
Le manoir de Kerhars est situé à Sarzeau en France.

## Localisation
Le manoir est situé sur le territoire de la commune de Sarzeau, au lieu-dit Kerhars, dans le département du Morbihan en région Bretagne.

## Description
Le manoir date du XVIe siècle, le corps de logis principal est en moellon (élévation nord) , enduit au sud, à l'est et à l'ouest, toiture à longs pans, à croupes, un étage carré et étage de comble, élévation à travées, escalier de distribution extérieur droit (pignon est) et  escalier à vis hors-œuvre avec jour, puits en moellon de granite. Dépendance à comble à surcroît, en moellon de granite, ouvertures en calcaire, toit à pignon découvert, couvert en fibro-ciment, lavoir en moellon de granite, ouvertures en brique. Porcherie en rez-de-chaussée, moellon de granite, ouvertures en brique, toit à pignon couvert. Fontaine en moellon de granite.

## Historique
Manoir du XVIe siècle, appartenant en 1555 à Guillaume Droillart, chanoine de Nantes. La partie centrale est modifiée au XVIIIe siècle. Partie est ajoutée probablement vers 1800. Acheté en 1872 par Amédée de Gouvello, pour servir d'orphelinat agricole : adjonction d'une travée à l'ouest, construction de la tour d'escalier postérieure. Dépendance (ancienne métairie ?) construite en deux parties au milieu du XIXe siècle. Puits, lavoir, porcherie de la fin du XIXe siècle. Un colombier, figurant sur le cadastre de 1828, et la chapelle, mentionnée en 1555, ont disparu.
Il est inscrit à l'inventaire général du patrimoine culturel en 1992.